# Янгітау
Янгіта́у (рос. Янгитау, башк. Яңытау) — хутір (у минулому селище) у складі Бірського району Башкортостану, Росія. Входить до складу Бурновської сільської ради.
Населення — 12 (2010; 18 у 2002).
Національний склад:
- татари — 61 %
- росіяни — 28 %